# Bardwell-Ferrant House

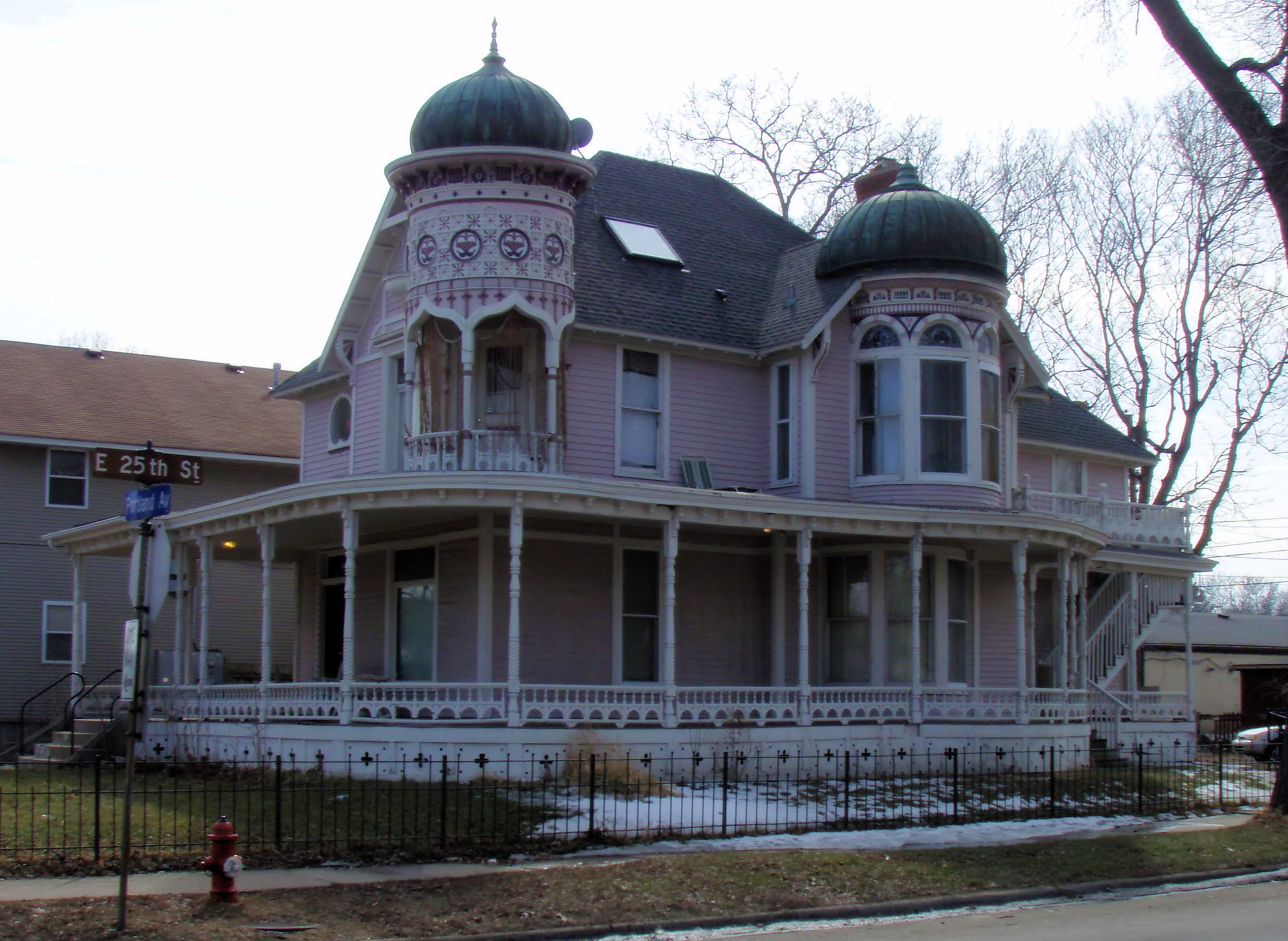
Bardwell-Ferrant House in Minneapolis, Minnesota.

Das Bardwell-Ferrant House ist ein Wohnhaus im Stadtteil Phillips West in Minneapolis, Minnesota. Es wurde für seinen ersten Besitzer Charles Bardwell 1883 in der Park Avenue 1800 erbaut, ursprünglich im Queen Anne Style. Der zweite Hausbesitzer Emil Ferrant ließ es 1890 im neumaurischen Stil umgestalten. Dieser Stil war zu jenem Zeitpunkt beliebt. Der in Norwegen geborene Architekt Carl F. Struck (1842–1912) fügte zwei Zwiebeltürme hinzu sowie eine umlaufende Veranda mit gedrechselten Säulen, s-förmige Bögen und tiefgetönten Buntglasfenstern. 1898 wurde das Haus an seine heutige Stelle an der Portland Avenue South 2500 verlegt, um dem Bau eines Bankgebäudes Platz zu machen.
Das Gebäude wurde 1984 in das National Register of Historic Places eingetragen. Die Nominierung basierte darauf, dass es ein signifikantes Beispiel für das örtliche Interesse an exotischen Baustilen am Ende des 19. Jahrhunderts sei. Carl Struck war der einzige Architekt norwegischer Abstammung, der diesen Baustil in Minneapolis anwandte. Aus Strucks Feder stammte auch der Entwurf für die Dania Hall im Jahr 1885, die 1974 in das Register aufgenommen wurde, jedoch im Jahr 2000 durch einen Brand vernichtet wurde. In dem neumaurischen Stil wurden wenige Häuser vollständig erbaut; es war vielmehr Praxis die Merkmale dieses Baustils auf Bauwerke aufzusetzen, die einen einfacheren Stil aufwiesen. Das Bardwell-Ferrant House ist eine ungewöhnlich malerische Anwendung dieser Praxis und deswegen von wesentlicher örtlicher Bedeutung.
1986 wurde das Haus durch die Architekten Mary Lou Maxwell und Jean gekauft und renoviert. Diese teilten es in vier Apartments auf. Zu diesem Zeitpunkt war die Bausubstanz gesund, obwohl einige handwerkliche Arbeiten notwendig waren, darunter eine neue Heizung sowie neue Leitungen für Strom-, Wasser und Abwasser. Diebe hatten auch einige der Buntglasfenster gestohlen und einige der Kamineinfassungen. Nach der Renovierung waren drei der vier Apartments Maisonettewohnungen. Ein Großteil der äußeren Verkleidung wurde erneuert und das Haus wurde in Mauve neugestrichen. Die dekorativen Elemente wurde cremefarben und die Metallverkleidungen an den Türmchen in anderen Farben gestrichen, die mit den Fenstern harmonierten.
Derzeit (im August 2008) steht das Haus erneut zum Verkauf. Das Gebäudeinnere wurde verwüstet. Ein Spindelpfosten und ein Verandageländer sind zerbrochen und mehrere der Fenster entweder gesprungen, zerschlagen oder fehlen teilweise. Drei der vier Kamineinfassungen wurden von den Wänden gerissen. Einige der Regenwasserfallrohre aus Kupfer wurde durch Metalldiebe gestohlen. Nach Angaben des Maklers kann das Haus erhalten werden, es sind jedoch wesentliche Erneuerungsarbeiten erforderlich.